# Sabatti

Logo

Die Sabatti s.p.a. ist ein seit dem frühen 18. Jahrhundert bestehender italienischer Waffenhersteller, deren heutige Unternehmensform 1960 gegründet wurde. Ihren Sitz hat sie in Gardone Val Trompia bei Brescia, wie auch der bekanntere Waffenhersteller Beretta.

## Geschichte
Das Unternehmen zählt zu den ältesten noch existierenden Waffenherstellern Europas in Familienbesitz. Begründet wurde es durch den Arkebusenbauer Lodovico Sabatti (1674–1745), in Val Trompia für seine hochwertigen Steinschlosspistolen und als Hersteller von Waffenläufen bekannt. In der ersten Hälfte des 19. Jahrhunderts schmiedete Giuseppe Sabatti Waffenläufe aus Damaststahl. 1848 verlangte die provisorische Regierung von Brescia nicht das „Blut“ der Handwerker von Val Trompia zur Verteidigung der Nation, sondern ihre „Handwerkskunst“. Vier von zehn Herstellern von Waffenschlössern, den heutigen Waffenschmieden, gehörten der Familie Sabatti an.
Ab 1946 gaben Antonio Sabatti und der Waffenhersteller Giuseppe Tanfoglio neue Impulse zur Waffenherstellung, insbesondere von Flintenteilen. Die Präferenz lag wiederholt auf der Fertigung von Waffenschlössern, der Kernkompetenz von Sabatti. 1956 begannen Sabatti und Tanfoglio mit der Produktion von Verteidigungspistolen, um dann vier Jahre später die Firma und die Herstellungsbereiche aufzuteilen, was 1960 die Neugründung der Firma durch die Söhne von Antonio Sabatti, als Sabatti s.p.a., zur Produktion zunächst von Flinten, zur Folge hatte.
Die Firma wird von den drei Enkeln Antonio Sabbati’s, Emanuele, Antonio und Marco geleitet, die nach dem Ausbau der Produktion zu einem angesehenen Unternehmen der Jagdflintenproduktion herangewachsen ist und in der Familientradition zur Herstellung von Jagd- und Sportwaffen fortgeführt wird.

## Produkte
Sabatti s.p.a. stellt insbesondere Flinten, kombinierte Waffen und Einzellader-, Mehrlader- sowie Selbstladebüchsen her, vornehmlich zu jagdlichen Zwecken, aber auch zum sportlichen Gebrauch. Die Waffen folgen dabei weitgehend der traditionellen italienischen Waffenschmiedekunst, mit teilweise reichen Verzierungen der Schlossteile, funktionellen und verzierenden Verschneidungen der Schaftteile und nicht zuletzt durch die Verwendung hochwertiger und reich gemaserter Hölzer der Schäfte.
Des Weiteren fertigt Sabatti s.p.a. Montagen für Zielfernrohre.